# Hoheit tanzt Walzer (1935)
Hoheit tanzt Walzer ist eine österreichisch-tschechoslowakische Musikfilmromanze von Max Neufeld aus dem Jahre 1935 mit Hans Jaray in der Hauptrolle. Der Film basiert auf der gleichnamigen Operette (1912) von Leo Ascher.

## Handlung
Wien, um 1820. Der junge Musiker und Komponist Josef Langer lebt im Haus von Beethovens Notenkopisten Hofer in Grinzing. Abends spielt er mit seinen eigenen Kompositionen im Prater zum Tanz auf. Diese Melodien sind zu dieser Zeit noch nicht sonderlich populär, weil die Zeit für den Walzer als Musik- und Tanzstil noch nicht reif ist und versnobte Kunstliebhaber diese Weisen als „Spelunkenmusik“ abtun. Im Prater hört Josef die junge Prinzessin Marika zu, eine Waise, die im Haus ihres Onkels, dem Fürst von Hohenau lebt. Sie ist mit ihrem als Ehemann vorgesehenen Vetter Prinz Georg hierher gekommen ist, ohne dafür allerdings die Zustimmung der hochadeligen Zieh-Eltern eingeholt zu haben, denn für hochgestellte Persönlichkeiten gilt es als unfein, sich auf einen Rummel wie dem Prater unter die einfachen Leute zu mischen. 
Während Prinz Georg sich kurzzeitig entfernt, weil er Bekannte getroffen hat, horcht Marika gebannt Josefs musikalischen Darbietungen zu. Vor der Tür des Lokals kommt es zu einem Gespräch zwischen dem Komponisten und der Prinzessin. Josef und Marika sind sich schlagartig sympathisch, und rasch entflammen sich beider Herzen füreinander. Da Langer nicht weiß, um wen es sich bei seiner Gesprächspartnerin handelt, erhofft er sich mehr als nur einen Flirt. Infolgedessen komponiert Josef in den kommenden Tagen einen Walzer für Marika, den er zuerst Liesl Hofer vorspielt, der Tochter seines Zimmerwirten. Liesl liebt Josef, doch der weiß nichts von seinem Glück. Da aber Marika davon erfährt, dass Liesl Interesse an Josef hat und glaubt, dieses Interesse werde von dem Komponisten erwidert, beginnt die Prinzessin sich von dem Musikus abzuwenden. Der hat bereits eine Einladung Marikas zu einer Abendgesellschaft erhalten, um dort aufzuspielen. Dort angekommen, zeigt Marika Josef jedoch die kalte Schulter.
Das vornehme Publikum zeigt sich von Lagers Können und der für sie neuartigen Walzer-Musik solange verzückt, bis der hochnäsige und von Standesdünkel getriebene Prinz Georg verkündet, dass jener Komponist und Pianist lediglich ein Prater-Musikant sei. Daraufhin verlassen Georg und seine Eltern, die Fürsten von Hohenau, naserümpfend den Saal. Marika will die Situation retten und bittet einen der Anwesenden, zu der Langer-Musik mit ihr zu tanzen. Daraufhin wird Marika vom alten Fürsten Hohenau aus dem Saal herauskomplimentiert. Der Gesellschaftsskandal ist perfekt. Niedergeschlagen und verzweifelt kehrt Josef Langer zu sich nach Hause zurück. Dort erfährt er, dass Ludwig van Beethoven, der am Kaiserhof zu Wien hohes Renommee genießt, soeben einen Walzer komponiert habe, der äußerst wohlwollend aufgenommen wurde. Damit haben sich diese Weisen aus dem Dunstkreis der Prater-Gaudi entfernt und als anerkannte Musik durchgesetzt. Anderentags steht Marika vor Josef und gesteht ihm ihre Liebe. Er klärt sie darüber auf, dass mit Liesl nie etwas war und dass er nur Gefühle für sie, Marika, habe.

## Produktionsnotizen
Hoheit tanzt Walzer entstand in den Prager Barrandov-Ateliers und wurde in Österreich erstmals am 25. Dezember 1935 gezeigt. Angesichts einer größeren Beteiligung an Juden an diesem Film, wurde Hoheit tanzt Walzer in Hitler-Deutschland nicht zugelassen.
Artur Berger entwarf die Filmbauten. Leo Ascher verwendete bei seiner Filmmusik auch Kompositionen Beethovens.
Von Hoheit tanzt Walzer wurde auch die tschechische Synchronfassung Taneček panny Márinky sowie die französischsprachige Version Valse éternelle hergestellt. In der französischen Version spielten so renommierte Darsteller wie Renée Saint-Cyr, Jean Servais, Pierre Brasseur und Wera Baranowskaja. Auch dabei führte Max Neufeld Regie.

## Musik
Folgende Musiktitel wurden gespielt:
- Das Lercherl von Hernals
- Hüaho, alter Schimmel, hüaho
- Ich liebe Dich, so wie Du mich

## Kritiken
Die Österreichische Film-Zeitung schrieb: „Max Neufeld hat auf Grund eines geschickt aufgebauten Drehbuchs … einen Film inszeniert,  den Musik, Stimmung und Humor in reichem Maße auszeichnen. Die einschmeichelnde Musik der Operette wurde dabei mit weiteren Liedern ergänzt.“
Auf film.at heißt es: „Ein Wiener Film wie aus dem Lehrbuch – und noch nicht entstellt durch die Endlosrekapitulationen der 50er-Jahre. (…) Ein überraschend dralles Stück (Exil-) Wien-Kino: Neufeld inszenierte in den Barrandov-Studios einen für sein Schaffen recht untypischen Exzess von Schauwerten, wo sich die Massen beim Heurigen drängeln oder der Kran mal eben eine kerzengrad-vertikale Fahrt des schieren Spektakels einer aufwendigen Bewegung halber macht – das alles, aber, im Rahmen eines relativ straff gebauten Drehbuchs, das keinen Raum lässt für jene Art von Ausgelassenheiten und Schlenker, Dehnungen wie Verknappungen, aus denen Neufeld sonst sein künstlerisches Kapital schlägt.“